# 喀喇沁左翼旗
喀喇沁左翼旗，中国清代、民国时期内蒙古旧旗名。

## 历史
1635年，后金开始对一些蒙古部落划定地界，清查人口，原喀喇沁部和东土默特部的残余壮丁共16953名，按照满洲八旗的形式组织形式立规建旗。喀喇沁部领主固鲁思奇布（苏布地子）、万丹伟征、色棱等人所领5286人被编为喀喇沁旗。1636年（崇德元年）固鲁思奇布受封固山贝子，标志着喀喇沁扎萨克旗建立。固鲁思奇布及其后裔所领的部分，成为喀喇沁右翼旗，後被赐多罗杜棱郡王。1648年色棱被封为镇国公，所领的部分成为喀喇沁左翼旗，属卓索图盟。万丹伟征及其后裔所领的部分，传至1705年到其曾孙格哷尔时，因人众繁衍，所编佐领已积至38个，因而又立一旗，为喀喇沁中旗。
喀喇沁部是与清朝皇室联姻关系最为密切的部落之一，据历史文献记载，清朝皇家与喀喇沁通婚共114次，其中下嫁到该部的皇家女有93人，娶喀喇沁之女的21人（民间数据更多，无法统计）。这一情况表明，喀喇沁部三个旗的扎萨克王公（塔布囊）之家世代与清朝皇室结亲。在清廷中引人注目的喀喇沁额驸是喀喇沁左翼旗的僧衮扎布祖孙三代。僧衮扎布是色棱曾孙，于1719年（康熙五十八年）迎娶康熙皇帝的孙女，乾隆二年升为理藩院额外侍郎。僧衮扎布的两个儿子瑚图灵阿、扎拉丰阿也都成为皇家额驸。

## 区划沿革
治所在今辽宁省喀喇沁左翼蒙古族自治县西南、大凌河西岸。喀喇沁左翼旗是喀喇沁三旗中，行政区域变化最大的旗。
置喀喇沁左翼旗时，治所初在官大海，后迁至南公营子。清朝乾隆三年（1738年），在旗境内置塔子沟厅。乾隆四十三年（1778年），塔子沟厅改为建昌县，开始实行蒙汉分治：汉族归县管辖，蒙古族归旗管辖。民国三年（1914年）建昌县改为凌源县。民国二十年（1931年）分设凌南县。1937年凌源、凌南二县合并为建昌县。1940年喀喇沁左翼旗改为喀喇沁左旗，撤县统归喀喇沁左旗管辖。1940年移治公营子。1946年，凌源县，建昌县，喀喇沁左旗人民政府成立，原喀喇沁左翼旗从此彻底分为三个部分。
1949年喀左旗政府由南公营子迁至大城子。1957年10月国务院58次会议通过撤消喀喇沁左旗建制。1958年4月1日，成立喀喇沁左翼蒙古族自治县。 